# Háje (Potůčky)
Háje (deutsch Zwittermühl) war ein Ortsteil von Breitenbach (Potůčky) im Okres Karlovy Vary der Tschechischen Republik.

## Lage
Háje liegt am oberen Lauf des Schwarzwassers (Černá) in einer Höhe von ca.880 m ü. NHN zwischen Jungenhengst (Luhy) im Westen und Seifen (Ryžovna) im Osten.

## Geschichte
Zwittermühl gehörte bis 1546 zur Herrschaft Schwarzenberg, deren südlicher Teil nach dem Schmalkaldischen Krieg an das Königreich Böhmen abgetreten wurde. Die Siedlung ist in Zusammenhang mit dem Zinnbergbau um die Bergstadt Platten (Horní Blatná) entstanden. Die ersten Bergmannsfamilien siedelten sich um 1500 im Schwarzwassertal bei Zwittermühl an, die mittels Seifenarbeit nach Erzen suchten. Der Ortsname leitet sich von einem alten Pochwerk am Schwarzwasser ab, das zur Zerkleinerung der sogenannten Zwitter, d. h. Zinnerz, diente und wohl schon vor der Entstehungszeit Bergstadt Platten existierte. Darum entstand eine kleine Streusiedlung.

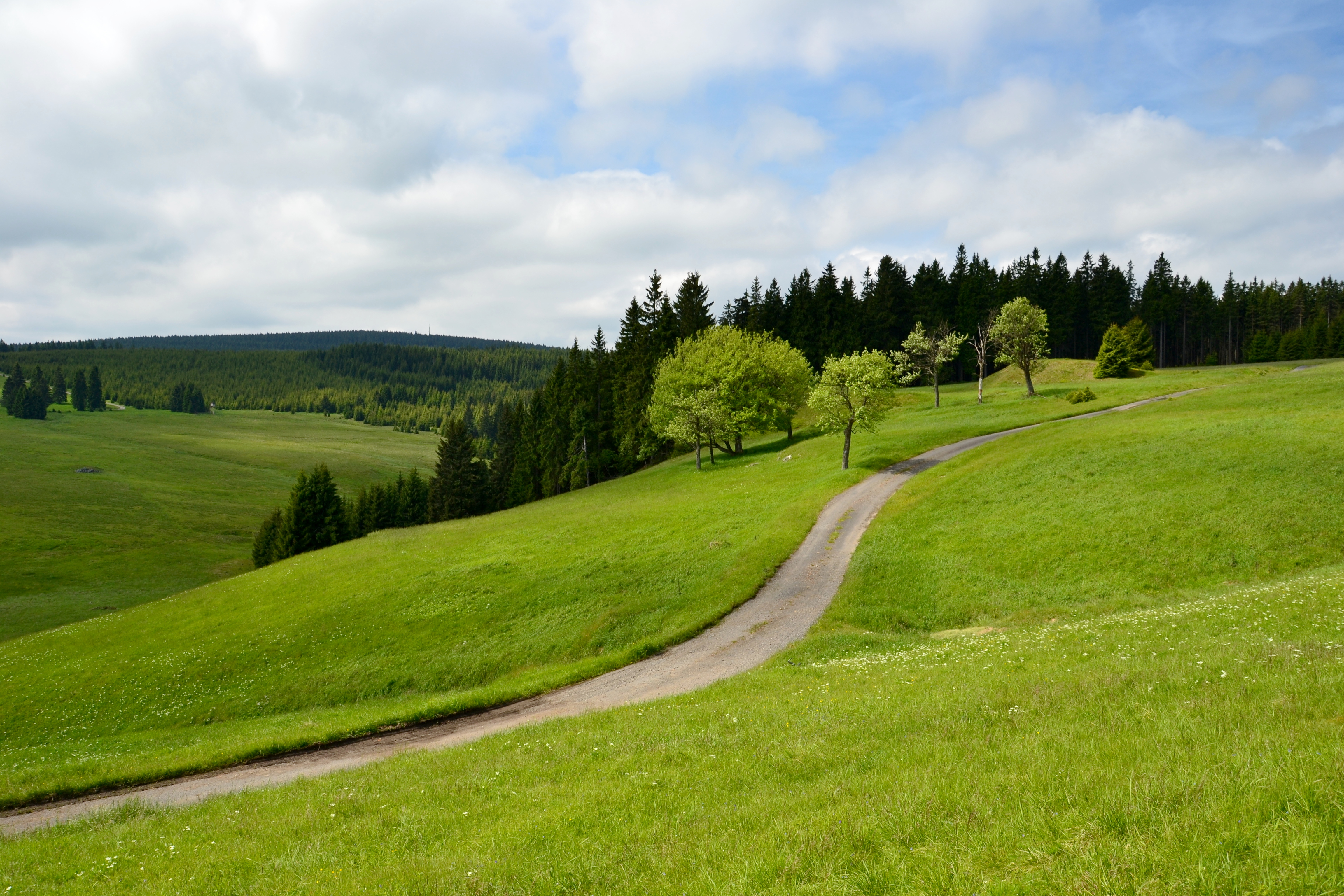
Weg bei Háje

1551 erscheint Hans Weidauer mit seiner Familie auf der Zwittermühl. 1574 heiratete dessen Tochter Barbara Weidauer den Papiermacher Valentin Conrad aus Glauchau, dem zufolge die Mühle zeitweise zur Herstellung von Papier diente. Im 16. Jahrhundert wurde hier reger Bergbau betrieben. 1622 erbaute Hans Drechsler aus Platten neben seiner Mahlmühle Zwittermühl, eine Farbmühle. Die protestantisch gebliebenen Einwohner musste nach dem Dreißigjährigen Krieg den katholischen Glauben annehmen oder das Land verlassen. Mehrere Bewohner gingen über die Grenze in das benachbarte Kurfürstentum Sachsen und gehörten zu den Gründern von Johanngeorgenstadt. 

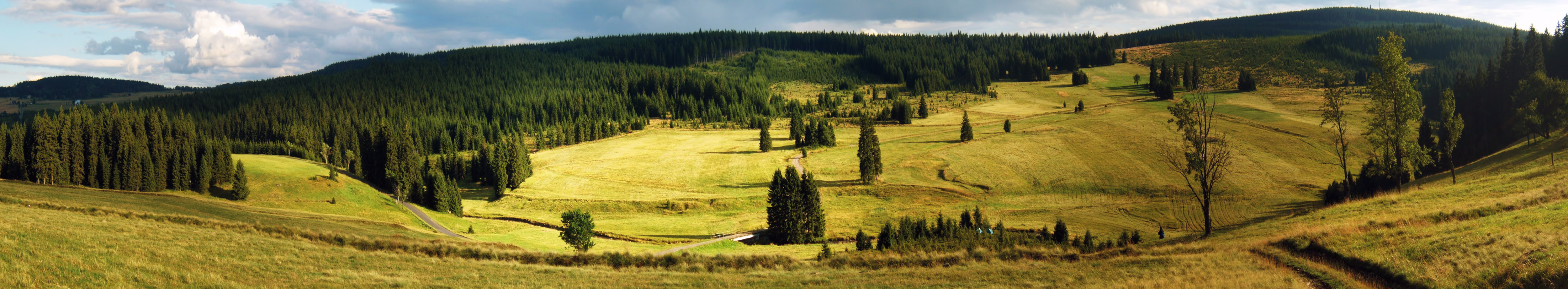
Oberlauf der Černá bei Háje

Im Jahre 1700 wurde unterhalb der Mahlmühle Zwittermühl eine neue Farbmühle erbaut und dem Handelsmann Johann Christoph Hanickl aus Platten verliehen. Bis zur Stilllegung Anfang des 19. Jahrhunderts blieb das Blaufarbenwerk Zwittermühl in Privateigentum dieser Familie. Zwittermühl war zur Kirche St. Laurentius in Platten gepfarrt, wo auch der Friedhof lag. Ende des 18. Jahrhunderts erteilte der Wunderkaplan Pater Adalbert Hahn im Ort Religionsunterricht. 1847 zählte Zwittermühl 29 Häuser mit 299 Einwohnern, darunter drei protestantische Familien, eine Schule unter dem Patronat der Obrigkeit, ein Jägerhaus, eine Mühle und eine Silberzeche (Gottholdstolln).
Bis zur Aufhebung der Patrimonialgerichtsbarkeit 1848/49 gehörte Zwittermühl zum k. k. Montanwalddominium Joachimsthal, das vom k. k. Bergoberamt Joachimsthal verwaltet wurde. Im Zuge der böhmischen Verwaltungsreform von 1849 entstand durch die Zusammenlegung mehrerer Ortsteile die „Gemeinde Breitenbach“, die zur Bezirkshauptmannschaft St. Joachimsthal und zum Gerichtsbezirk Platten gehörte. Nach dem Münchner Abkommen wurde der Ort dem Deutschen Reich zugeschlagen und gehörte bis 1945 zum Landkreis Neudek. 
Alle Wohnhäuser der kleinen Gemeinde wurden nach der Vertreibung der deutschen Bevölkerung nach dem Zweiten Weltkrieg abgerissen. 2004 wurde am Standort der früheren Schule am Fahrweg nach Irrgang (Bludná) eine Jagdhütte errichtet. Nördlich von Zwittermühl am alten Fahrweg nach Halbmeil (Rozhraní) wurde unmittelbar an der böhmisch-sächsischen Grenze 2013 die Kapelle St. Nepomuk wiederaufgebaut.

## Entwicklung der Einwohnerzahl
| Jahr | Einwohnerzahl |
| ---- | ------------- |
| 1869 | 302           |
| 1880 | 314           |
| 1890 | 304           |
| 1900 | 275           |
| 1910 | 290           |

| Jahr | Einwohnerzahl |
| ---- | ------------- |
| 1921 | 265           |
| 1930 | 223           |
| 1950 | 21            |
| 1961 | 0             |

## Persönlichkeiten
- Johann Christoph Hanickl (1657–1729), Blaufarbenwerksbesitzer
- Eberhard Harzer (1887–1949), Abt von Ossegg